# V821 Геркулеса
V821 Геркулеса (лат. V821 Herculis) — одиночная переменная звезда в созвездии Геркулеса на расстоянии приблизительно 2455 световых лет (около 753 парсек) от Солнца. Видимая звёздная величина звезды — от +12m до +9,2m.
Зарегистрировано излучение HCN-мазера*.

## Характеристики
V821 Геркулеса — красный гигант, углеродная* пульсирующая переменная звезда, мирида (M) спектрального класса C7,3, или Ce, или C. Радиус — около 686 солнечных, светимость — около 7900 солнечных*. Эффективная температура — около 3299 K.